# Zručtí z Chřenovic
Zručtí z Chřenovic, též z Chřenovic je jméno starého českého vladyckého i panského rodu, který měl společný původ i erb s pány z Kolovrat, Žďárskými ze Žďáru, Čejky a Dvořeckými z Olbramovic, a ti všichni podle F. Palackého pocházeli ze starého rodu Janoviců.

## Místo původu
Původním sídlem rodu byl hrad Chřenovice u Sázavy, s místech, „kde se řeka ohýbá okolo hory“ a kde dnes stojí již jen jeho zřícenina. 

## Příchod na dějinnou scénu
Kronikář Kosmas se ve své kronice zmiňuje o rádci knížete Svatopluka Budijovi, synu Chrenovu k roku 1106. František Palacký ve svých spisech uvádí vladyku Chrena žijícího v kraji Čáslavském již roku 1092. Během let se stává z Chrena Chřen a ves tedy byla založena Chřenovicem.
Koncem 13. století tady je připomínán Léva a jeho potomci Milota, Bernard a Ješek, potom byl hrad v držení jiných majitelů, ale jako jejich příbuzní jsou v druhé polovině 14. století uváděni Petr Kolovrat sídlící na Hodkově, Mikuláš Kolovrat na Myslíně spolu s dalšími a koncem století rovněž Mikuláš Kolovrat, kterému patřila polovina Zruče nad Sázavou a též Zbraslavice, nazývaný rovněž Kolovrat z Chřenovic.
Milota získal před koncem 15. století Bohdaneč i Pertoltice a byl zvolen roku 1421 na sněmu v Čáslavi za jednoho ze správců země, bratr Ctibor byl spojencem táborského bratrstva. Jako majitel tvrze ve Zruči je doložen roku 1433 Milota z Chřenovic a jeho potomci tu pak sídlili a vybudovali zde hrad, jenž představoval zvláštní typ gotického opevnění. Ctibor byl stoupencem Jiřího z Poděbrad a spolu s Jarkem drželi Zruč, jejich bratr Matouš vlastnil část Chřenovic. V další generaci koupil například Jan roku 1513 hrad Kámen u Pacova, Léva získal roku 1540 Borovsko s předhradím, poplužním dvorem a městečkem, k tomu ještě držel Hlasivo a další. Bratr Zdeněk získal Trhový Štěpánov a Dalkovice u Vlašimi, ale také prodal Zruč Střelům z Rokyc.
Léva měl s manželkou Veronikou Cinadrovou z Újezda tři syny, ale koncem století žije už jen Aleš, který přijal ke svému erbu i do rodu Jana Sedleckého, a ten obdržel právo psát se Rudský z Chřenovic, psal se však Jan Zručský z Chřenovic. Vlastnil pak dvůr v Hostivaři a byl roku 1621 přijat za měšťana Starého Města pražského. A. Sedláček uvádí ještě Martinické z Chřenovic jako Lévovy potomky, kteří drželi Martinice u Zruče, Dolany a žili i v Čáslavi, Chrudimi a jiných. Ti vymřeli na počátku 18. století.

## Erb
V modrém Štítu erbu nosili stříbrnočervenou orlici.